# Sergiu Toma
Sergiu Toma, född den 29 januari 1987 i Chișinău, är en moldavisk och därefter emiratisk judoutövare.
Han tog OS-brons i de olympiska judo-turneringarna vid olympiska sommarspelen 2016 i Rio de Janeiro i herrarnas halv mellanvikt..